# Chirnogeni
Chirnogeni község Constanța megyében, Dobrudzsában, Romániában. A hozzá tartozó települések: Credința és Plopeni.

## Fekvése
A település az ország délkeleti részén található, Konstancától ötvenkilenc kilométerre délnyugatra, a legközelebbi várostól, Negru Vodatól tíz kilométerre, északra.

## Története
Régi török neve Güvenli, románul Ghiuvenlia. A települést tatárok alapították. Az első román telepesek 1894-ben érkeztek.

## Lakossága
A nemzetiségi megoszlás a következő:
| 2002      | 2002 | 2002   |
| --------- | ---- | ------ |
| Románok   | 3565 | 99,58% |
| Romák     | 8    | 0,22%  |
| Törökök   | 2    | 0,05%  |
| Tatárok   | 2    | 0,05%  |
| Lipovánok | 1    | 0,02%  |
| Magyarok  | 1    | 0,02%  |
| Németek   | 1    | 0,02%  |
| Összesen  | 3580 | 100,0% |